# 禁鎖
《禁鎖》（法語：À double tour）是一部於1959年上映的法國懸疑驚悚片。該片由克勞德·夏布洛執導，並改編自美國作家史丹利·艾林的小說《尼可拉斯街之鎖》。這是夏布洛是首部驚悚類電影，這將是他導演生涯剩下的選擇類型。電影在法國共有1,445,587張電影票。

## 劇情
有錢人亨利·馬可克斯的情婦莉達被殺掉，而家人指控送牛奶員是兇手。然而馬可克斯女兒的未婚夫懷疑莉達可能是被其他人殺害。

## 角色
- 玛德琳尼·罗宾森 飾 德蘭·馬爾庫
- 安東妮拉·盧阿迪（英语：Antonella Lualdi） 飾 莉達
- 让-保罗·贝尔蒙多 飾 拉斯洛·科瓦奇
- 雅克·达克米纳（英语：Jacques Dacqmine） 飾 亨利·馬可克斯
- 珍妮·薇樂莉（英语：Jeanne Valérie） 飾 伊麗莎白
- 伯納蒂特·拉方特（英语：Bernadette Lafont） 飾 女僕朱莉
- 安德烈·喬斯林 飾 理查德·馬可克斯
- 馬里奧·大衛 飾演 牛奶員羅傑
- 拉斯洛·薩博（英语：László Szabó (actor)） 飾 拉斯洛朋友

## 製作
它由哈基姆兄弟監製，並是夏布洛首部大預算彩色電影。攝影師亨利·達西在普罗旺斯地区艾克斯地區。

## 反響
玛德琳尼·罗宾森於1959年因飾演電影中的角色贏得沃爾庇杯威尼斯影展最佳女演員獎。它在法國以1,445,587張電影票，為夏布洛導演生涯中第三著名電影i。

## 外部鏈接
- 互联网电影数据库（IMDb）上《禁鎖》的资料（英文）